# Lobelia hartwegii
Lobelia hartwegii är en klockväxtart som beskrevs av George Bentham och A.Dc. Lobelia hartwegii ingår i släktet lobelior, och familjen klockväxter. Inga underarter finns listade i Catalogue of Life.